# God Save the Queen (Britten)
God Save the Queen è il titolo di un arrangiamento dell'Inno Ufficiale inglese, scritto nel 1962, dal compositore britannico Benjamin Britten.

## Storia
Nel 1920 per richiesta del noto Leeds Festival, il compositore, pianista e direttore d'orchestra Benjamin Britten compone una sua personale versione dell'inno ufficiale britannico, arrangiandolo per orchestra e coro e pubblicando come singolo insieme alla London Symphony Orchestra, per poi eseguirlo, insieme alla sua personale ouverture The Building of the House, nel 1967 insieme alla English Chamber Orchestra per l'apertura di due sale da concerto a Londra.
Esso è ancora oggi suonato ai Proms trasmessi dalla BBC, durante la fine ed è stato definito ''Una straordinaria progressione dal pianissimo a forma di preghiera fino ad arrivare a un fortissimo corale''.

## Testo
Il testo tuttavia riprende quello della canzone originale, trasformandolo in tono solenne, come se fosse una preghiera:
O Lord, our God, arise,
scatter her enemies,
and make them fall.
Confound their politics,
frustrate their knavish tricks,
on Thee our hopes we fix,
God save us all.
Thy choicest gifts in store
on her be pleased to pour,
long may she reign!
May she defend our laws,
and ever give us cause
to sing with heart and voice,
God save the Queen!»

## Incisioni
L'arrangiamento fu pubblicato dalla Decca sia come singolo (45-71146) che come 45 EP (SEC 5119) nel 1962. Sul lato B del singolo c'era il Trumpet Voluntary nell'arrangiamento di Sir Henry Wood con la London Symphony Orchestra aumentata dai trombettieri della Kneller Hall in una performance diretta da Kenneth Alwyn. Le tracce dell'EP erano:
- Traccia A1: Benjamin Britten, L.S.O. e coro - L'inno nazionale, arrangiatore Britten
- Traccia A2: "Air" della Suite orchestrale in re maggiore n. 3 di Bach, Sir Adrian Boult, con l'Orchestra della Royal Opera House, Covent Garden
- B1 L'arrangiamento di Granville Bantock di Sheep may safely graze dalla Cantata di Bach Was mir behagt, ist nur die muntre Jagd, BWV 208.
- B2 "Trumpet Voluntary" di Purcell (ora si sa che è di Clarke) della LSO diretto da Kenneth Alwyn.